# Монтіньї-ле-Ганнелон
Монтіньї́-ле-Ганнело́н, Монтіньї-ле-Ґаннелон (фр. Montigny-le-Gannelon) — колишній муніципалітет у Франції, у регіоні Центр — Долина Луари, департамент Ер і Луар. Населення — 492 осіб (2011).
Муніципалітет був розташований на відстані близько 125 км на південний захід від Парижа, 55 км на захід від Орлеана, 55 км на південь від Шартра.

## Історія
1 січня 2017 року Монтіньї-ле-Ганнелон, Отей, Шарре, Клуа-сюр-ле-Луар, Дуї, Ла-Ферте-Вільней, Ле-Ме, Ромії-сюр-Егр i Сен-Ілер-сюр-Іерр було об'єднано в новий муніципалітет Клуа-ле-Труа-Рив'єр.

## Демографія
Динаміка населення (INSEE ):
Розподіл населення за віком та статтю (2006):
| Стать | Всього | До 15 років | 15-24 | 25-44 | 45-64 | 65-85 | Понад 85 |
| --- | ------ | ----------- | ----- | ----- | ----- | ----- | -------- |
| Чоловіки | 267    | 51          | 20    | 74    | 86    | 20    | 16       |
| Жінки | 236    | 43          | 28    | 71    | 74    | 20    | 0        |
| \| Статево-вікова піраміда \| Статево-вікова піраміда \| Статево-вікова піраміда \| \| ----------------------- \| ----------------------- \| ----------------------- \| \| Чоловіки \| Вік \| Жінки \| \| 16 \| 85 + \| 0 \| \| 4 \| 80-84 \| 8 \| \| 4 \| 75-79 \| 4 \| \| 4 \| 70-74 \| 4 \| \| 8 \| 65-69 \| 4 \| \| 12 \| 60-64 \| 12 \| \| 39 \| 55-59 \| 35 \| \| 12 \| 50-54 \| 27 \| \| 23 \| 45-49 \| 0 \| \| 19 \| 40-44 \| 16 \| \| 31 \| 35-39 \| 23 \| \| 12 \| 30-34 \| 16 \| \| 12 \| 25-29 \| 16 \| \| 4 \| 20-24 \| 12 \| \| 16 \| 15-20 \| 16 \| \| 8 \| 10-14 \| 8 \| \| 35 \| 5-9 \| 19 \| \| 8 \| 0-4 \| 16 \| |        |             |       |       |       |       |          |
| Статево-вікова піраміда |        |             |       |       |       |       |          |
| Чоловіки | Вік    | Жінки       |       |       |       |       |          |
| 16 | 85 +   | 0           |       |       |       |       |          |
| 4 | 80-84  | 8           |       |       |       |       |          |
| 4 | 75-79  | 4           |       |       |       |       |          |
| 4 | 70-74  | 4           |       |       |       |       |          |
| 8 | 65-69  | 4           |       |       |       |       |          |
| 12 | 60-64  | 12          |       |       |       |       |          |
| 39 | 55-59  | 35          |       |       |       |       |          |
| 12 | 50-54  | 27          |       |       |       |       |          |
| 23 | 45-49  | 0           |       |       |       |       |          |
| 19 | 40-44  | 16          |       |       |       |       |          |
| 31 | 35-39  | 23          |       |       |       |       |          |
| 12 | 30-34  | 16          |       |       |       |       |          |
| 12 | 25-29  | 16          |       |       |       |       |          |
| 4 | 20-24  | 12          |       |       |       |       |          |
| 16 | 15-20  | 16          |       |       |       |       |          |
| 8 | 10-14  | 8           |       |       |       |       |          |
| 35 | 5-9    | 19          |       |       |       |       |          |
| 8 | 0-4    | 16          |       |       |       |       |          |

## Економіка
2010 року серед 326 осіб працездатного віку (15—64 років) 251 була активною, 75 — неактивними (показник активності 77,0%, у 1999 році було 69,3%). З 251 активної мешканців працювали 233 особи (129 чоловіків та 104 жінки), безробітними було 18 (9 чоловіків та 9 жінок). Серед 75 неактивних 20 осіб було учнями чи студентами, 34 — пенсіонерами, 21 була неактивною з інших причин.

У 2010 році в муніципалітеті числилось 210 оподаткованих домогосподарств, у яких проживали 474,5 особи, медіана доходів виносила 19 855 євро на одного особоспоживача